# Freddie Mercury

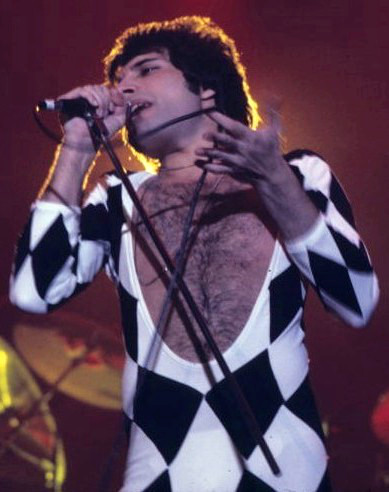
Freddie Mercury (1977)

Freddie Mercury (* 5. September 1946 als Farrokh Bulsara in Sansibar, Sultanat Sansibar; † 24. November 1991 in Kensington, London) war ein britischer Musiker und ein bedeutender Rocksänger der 1970er- und 1980er-Jahre. Er wurde als Mitbegründer, Songwriter und Leadsänger der Band Queen bekannt. Mercury schrieb Welthits wie Bohemian Rhapsody (1975), We Are the Champions (1977), Don’t Stop Me Now (1978) und Living on My Own (1985/1993).

## Leben

### Herkunft und Internatszeit in Indien (1946–1963)
Freddie Mercury wurde 1946 als Farrokh Bulsara in Stone Town auf der Insel Sansibar geboren, die damals unter britischem Protektorat stand. Seine Eltern Bomi (1908–2003) und Jer Bulsara (1922–2016) gehörten zur Gemeinschaft der Parsen und waren aus Indien nach Sansibar eingewandert, da der Vater eine Anstellung als Buchhalter in der britischen Kolonialverwaltung angenommen hatte. Als Parsen praktizierte die Familie die zoroastrische Religion.
Ab 1954 besuchte Farrokh die St. Peter’s School, ein englischsprachiges Internat für Jungen im indischen Bundesstaat Bombay. Dort bekam er den Spitznamen „Freddie“, den er sein Leben lang behielt. Der Direktor bemerkte sein Musiktalent und schlug seinen Eltern vor, ihn Klavierspielen lernen zu lassen. Zudem trat er dem Schülerchor bei und nahm an Aufführungen des Schultheaters teil. Im Alter von etwa zwölf Jahren wurde er Mitglied der aus fünf Musikern bestehenden Schulband The Hectics, die westlichen Rock ’n’ Roll nachspielte und deren Auftritte vor allem im Rahmen von Schulveranstaltungen stattfanden.

### Jugend und Kunststudium in London (1963–1969)
Im Sommer 1963 kehrte Mercury ohne Schulabschluss nach Sansibar zurück, das Ende des Jahres von der britischen Kolonialherrschaft unabhängig wurde. Im Januar 1964 kam es zu einer gewaltsamen Revolution gegen den herrschenden Sultan, und im selben Monat flüchteten Bomi und Jer Bulsara mit ihrem 17-jährigen Sohn Freddie sowie dessen 1952 geborener Schwester Kashmira nach Großbritannien. Die Familie ließ sich in Feltham, einem Vorort von London, nieder.
Von 1964 bis 1966 besuchte Mercury das damalige Isleworth Polytechnikum (heute West Thames College) in West-London, das er mit einem A-Level Certificate abschloss (vergleichbar mit dem deutschen Abitur). Von 1966 bis 1969 war er Kunststudent am Ealing College of Art, das er mit einem Diplom in Grafikdesign abschloss. In dieser Zeit fertigte er zahlreiche Zeichnungen an, darunter waren Porträts seiner Idole Jimi Hendrix, Rock Hudson, Paul McCartney und Cliff Richard. Außerdem entwarf er modische Männerkleidung.

### Roadie der Band Smile und Leadsänger der Bands Wreckage und Sour Milk Sea (1969 bis 1970)
Durch seinen Studienkollegen Tim Staffell lernte Mercury – der sich damals noch Freddie Bulsara nannte – die seit 1968 bestehende Band Smile kennen. Die Band bestand aus Tim Staffell (Gesang und Bass), Brian May (Gitarre) und Roger Taylor (Schlagzeug). Er begleitete die Band als Roadie bei ihren Live-Konzerten und brachte auch eigene Ideen ein, wie die Band Smile ihr Erscheinungsbild und ihre Bühnenauftritte gestalten sollte. In dieser Zeit betrieb er mit Taylor einen kleinen Verkaufsstand im Londoner Kensington Market.
Im Laufe des Jahres 1969 schloss er sich als Leadsänger der aus Liverpool stammenden Band Ibex an, die ab Herbst 1969 unter dem neuen Namen Wreckage auftrat. Bei den Konzerten dieser Bands war unter anderem das Stück Jailhouse Rock von Elvis Presley zu hören, das später auch oft von Queen gespielt wurde. Zu dieser Zeit lernte er Mary Austin kennen, mit der sich eine enge Freundschaft entwickelte. Im September 1969 trat die Band Wreckage im Club The Sink in Liverpool auf, wo bei der Zugabe auch Roger Taylor und Brian May mitwirkten. Nach Beendigung seines Engagements bei Wreckage wurde Bulsara für kurze Zeit Sänger der Band Sour Milk Sea, mit der er Anfang 1970 einige Auftritte hatte.

### Gründung von Queen und Künstlername Freddie Mercury (1970)
Im Frühjahr 1970 verließ Tim Staffell die Band Smile, und die Gruppe löste sich auf. Daraufhin gründeten im April 1970 Brian May, Roger Taylor und Freddie Bulsara eine gemeinsame Band, der Bulsara den Namen Queen gab. Der Bassist John Deacon kam 1971 hinzu. Einige Zeit nach der Gründung von Queen legte sich Freddie Bulsara den Künstlernamen „Mercury“ zu. Das englische Wort Mercury hat verschiedene Bedeutungen, wie Merkur, den sonnennächsten Planeten unseres Sonnensystems, das chemische Element Quecksilber und den Gott Merkur aus der römischen Mythologie, der die besondere Position des Götterboten innehatte.
Laut Brian May gibt es einen Bezug zu Mercurys Song My Fairy King vom ersten Album Queen. In diesem heißt es in einer Textzeile: „Mother Mercury, look what they’ve done to me, I cannot run I cannot hide.“ („Mutter Merkur, sieh nur, was sie mir angetan haben, ich kann nicht weglaufen, ich kann mich nicht verstecken.“). Nachdem dieser Song aufgenommen worden war, wurde Freddie Bulsara gefragt, ob es sich bei „Mother Mercury“ um seine eigene Mutter handle, und er antwortete: „Yes, and from now on I’ll be Freddie Mercury.“ („Ja, und von jetzt an werde ich Freddie Mercury sein.“)

### Beziehung zu Mary Austin und Durchbruch mit Queen (1970–1979)
In den frühen 1970er-Jahren lebte Mercury jahrelang mit der aus London stammenden Verkäuferin Mary Austin zusammen. Die beiden teilten sich eine Wohnung im Londoner Stadtteil West Kensington. Als offizielle Lebenspartnerin von Mercury erlebte Austin auch den internationalen Durchbruch von Queen. 1973 veröffentlichte Mercury eine Single unter dem Künstlernamen Larry Lurex.
Der von Mercury geschriebene und im Oktober 1975 als Single veröffentlichte Song Bohemian Rhapsody belegte neun Wochen lang Platz eins der britischen Charts und wurde der erste Nummer-eins-Hit von Queen. Die Platte verkaufte sich weltweit über fünf Millionen Mal. Die Single erhielt zwei Platin- und mehrere Goldene Schallplatten. Für die Komposition des Songs erhielt Mercury im Januar 1976 den Ivor Novello Award. Als Erklärung für den Text kann die Deutung von Mercurys langjährigem persönlichen Assistenten Peter Freestone gesehen werden – er vertritt die These, dass Mercury in Bohemian Rhapsody sein Coming-out als schwuler Mann verarbeitet hat. Um die Jahreswende 1975/76 trennte sich Mercury mit einem privaten Outing von Mary Austin. Die Freundschaft zu ihr hielt jedoch bis zu seinem Tod 1991.

### Beziehung zu Winnie Kirchberger und Münchner Jahre (1979–1985)

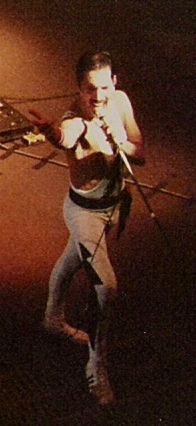
Freddie Mercury (1984)

Von 1979 bis 1985 wählte Mercury München als Hauptwohnsitz, um dort in den Musicland Studios Alben aufzunehmen und gleichzeitig von der Medienöffentlichkeit unbehelligt sein Privatleben in der Homosexuellenszene ausleben zu können. 1983 lernte Mercury die österreichische Schauspielerin Barbara Valentin kennen. Er teilte mit ihr und ihrer Tochter Minki Reichardt (* 12. Oktober 1967) zeitweise eine Wohnung und war mit ihr in der Münchner Schwulenszene im Glockenbachviertel unterwegs. In den Liner Notes des Albums Mr. Bad Guy dankte ihr Mercury „for big tits and misconduct“ („für große Titten und schlechtes Benehmen“).
Mercury hatte zu dieser Zeit am Georg-Brauchle-Ring in München ein Luxusappartement gemietet und war mit dem Münchner Gastronomen Winfried „Winnie“ Kirchberger zusammen. Kirchberger führte Anfang der 1980er das Sebastianseck am Sebastiansplatz in der Münchner Altstadt. Mit ihm durchlebte Mercury eine intensive Lebenspartnerschaft und schenkte ihm ein Auto und ein Appartement. Kirchberger starb 1993 an den Folgen von AIDS.
In München entstanden unter anderem die erfolgreichste Single von Queen Another One Bites the Dust (1980), Freddie Mercurys erstes Soloalbum Mr. Bad Guy, welches im April 1985 erschien, sowie im September 1985 an Mercurys 39. Geburtstag das weltbekannte Musikvideo zum Song Living on my own im Club Old Mrs. Henderson. Mercury produzierte Mr. Bad Guy, an welchem er bereits seit 1983 arbeitete, in den Musicland Studios zusammen mit dem deutschen Toningenieur Reinhold Mack, der auch schon bei mehreren Queen-Alben als Produzent mitgewirkt hatte. Es erreichte den 6. Platz in den britischen Charts.
Als  I Want to Break Free im April 1984 veröffentlicht und Mercury gefragt wurde, ob sich das Lied an die Schwulenszene richte, ging Mercury mit dem Bezug zu seiner Person offen um: "[Der Song] ist von John Deacon. ... Das hat nichts mit schwul zu tun. Es ist nicht mal mein Song."

### Beziehung zu Jim Hutton und Rückkehr nach London (1985–1989)
1985 zog Mercury in seine neu eingerichtete Villa Garden Lodge am Logan Place 1 im Londoner Stadtteil Kensington. Von 1985 bis zu Mercurys Tod 1991 war Jim Hutton (* 1949; † 2010) sein Lebenspartner. Er war ebenfalls HIV-positiv und starb 2010 in seiner Heimat Irland an den Folgen von Lungenkrebs.
Im Februar 1987 erschien Mercurys Aufnahme des aus den 1950er Jahren stammenden Platters-Titels The Great Pretender als Single. Der B-Seiten-Titel Exercises in Free Love wurde später auch als Duett mit der spanischen Opernsängerin Montserrat Caballé veröffentlicht. Die Platte erreichte den 4. Platz in den britischen Charts. Roger Taylor steuerte für die Backing Vocals seine charakteristische Stimme bei. Im Mai 1987 erfüllte sich Mercury einen langgehegten Traum und trat mit Caballé im Ku-Club auf Ibiza auf. Im Oktober erschien die gemeinsame Single mit der Hymne Barcelona, die vom NOK als Erkennungsmelodie für die Olympischen Sommerspiele 1992 in Barcelona gewählt wurde. Im Rahmen einer Benefizvorstellung des Musicals Time am 14. April 1988 im Londoner Dominion Theatre sang Mercury vier Lieder, teils gemeinsam mit Cliff Richard, dem Hauptdarsteller des Musicals. Dies war der letzte Bühnenauftritt, bei dem Mercurys Gesang live zu hören war.
Im Oktober 1988 erschien das Album Barcelona als gemeinsames Projekt von Mercury und Caballé. Alle Titel wurden von Mercury und Mike Moran geschrieben. Das Album war vier Wochen in den britischen Charts und erreichte Platz 25. Am 8. Oktober 1988 trat Mercury beim Konzert La Nit mit Caballé in Barcelona auf, die Musik kam hier vom Band.

### Letzte Studioalben (1989–1991)

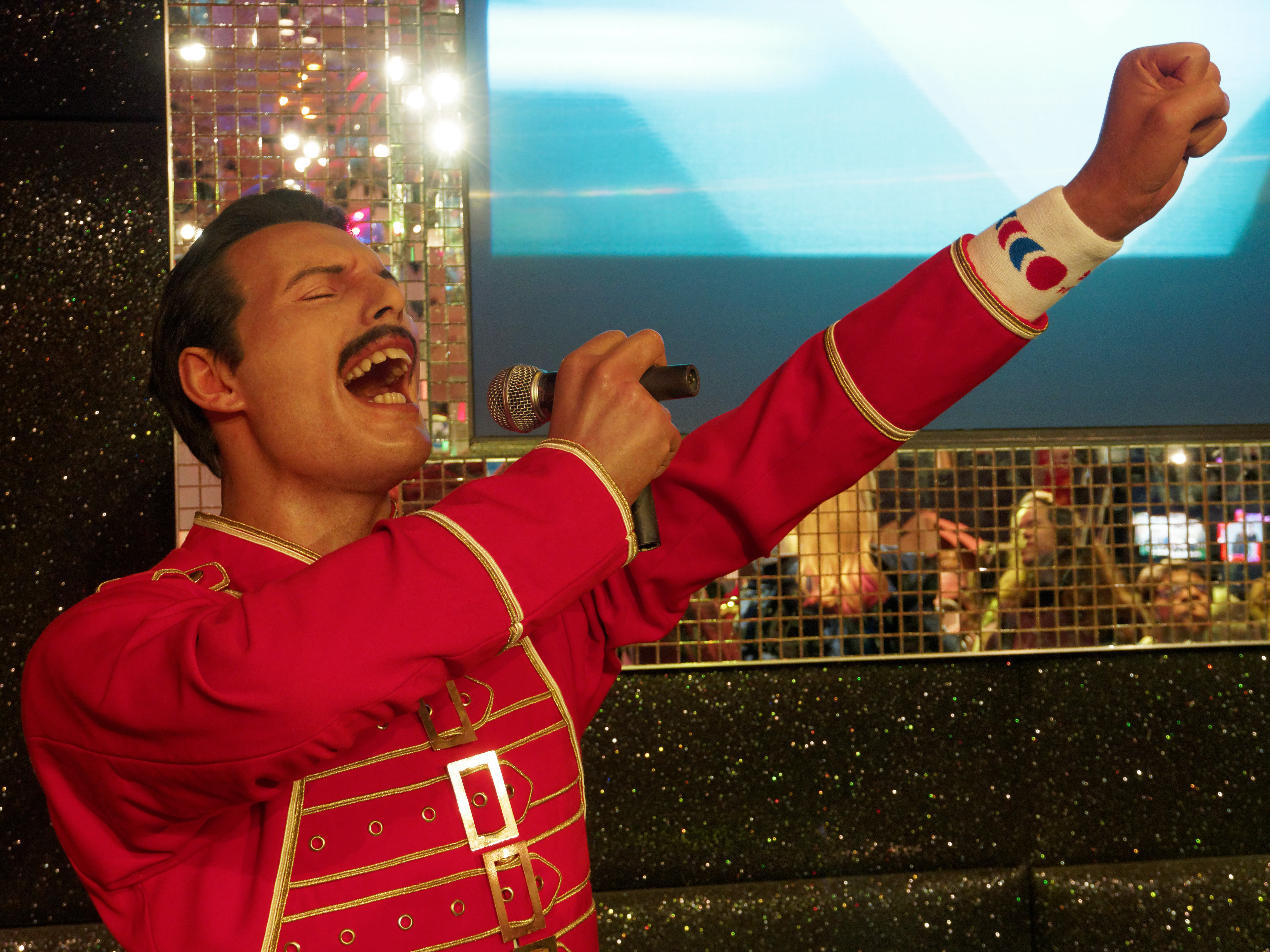
Freddie Mercury als Wachsfigur bei Madame Tussauds, London

Im Mai 1989 erschien das Queen-Album The Miracle. Mercury arbeitete trotz seiner fortgeschrittenen AIDS-Erkrankung bis zuletzt, wenn auch unter immer schwierigeren Umständen, im Studio und stellte so Material für zwei weitere Platten zur Verfügung.
Im Februar 1990 wurden Queen mit dem Brit Award für ihre herausragenden Leistungen geehrt. Mercurys Auftritt bei diesem Ereignis gab zu weiteren Spekulationen über seinen Gesundheitszustand Anlass, er sprach – nachdem Brian May die Dankesrede gehalten hatte – nur ein kurzes „Thank you! Good night!“ ins Mikrofon.
Im Februar 1991 wurde das Queen-Album Innuendo veröffentlicht. Der Titel („Anspielung, Andeutung“) ist Programm für die Songs des Albums: I’m Going Slightly Mad (Mercury), These Are the Days of Our Lives (Taylor) und vor allem The Show Must Go On (May). Dass Mercury trotz allem seinen Humor nicht verloren hatte, ist sowohl in seinem Song Delilah, einer Liebeserklärung an eine seiner Katzen, als auch in dem Video zu I’m Going Slightly Mad zu erkennen. Bei All God’s People war Mike Moran Co-Autor, der zusammen mit Mercury die Lieder zu dessen Solo-Projekt mit Caballé geschrieben hatte.
Im selben Monat erfolgten die dreitägigen Dreharbeiten zu dem Videoclip zu I’m Going Slightly Mad. Mercury konnte seinen schlechten Gesundheitszustand kaum vor den Technikern verbergen. Immer wieder musste er sich unter dem Vorwand, dass ihm sein Knie zu schaffen mache, in seiner Garderobe hinlegen. Auch in These Are the Days of Our Lives, der am 30. Mai 1991 produzierten letzten Filmaufnahme Mercurys, kann man seinen fortgeschrittenen gesundheitlichen Verfall erkennen.

### Tod (1991)
Über den Zeitpunkt, an dem Mercury von seiner HIV-Infektion erfuhr, gibt es keine klaren Angaben. Laut Mary Austin wusste er auf der Queen-Tour 1986, dass sie wegen seiner Krankheit die letzte sein würde. Barbara Valentin gab an, es 1985 von ihm erfahren zu haben. Laut David Wigg, einem engen Freund Mercurys, wusste der Sänger bereits 1984 von seiner HIV-Infektion. Mercurys letzter Lebensgefährte Jim Hutton erfuhr erst 1987 davon.
Im Sommer 1991 verdichteten sich die Gerüchte, dass Mercury schwer erkrankt sei und an AIDS leide, worüber Boulevard-Blätter in der ganzen Welt berichteten. Seine unmittelbare Umgebung hielt seinen wahren Gesundheitszustand und die Art seiner Erkrankung für mehrere Jahre geheim. Auch zum Zeitpunkt, an dem seine Bandmitglieder von Mercurys HIV-Status erfuhren, gibt es widersprüchliche Angaben. Laut Jim Hutton erfuhren sie im Mai 1989 davon. In Brian Mays Biografie heißt es, dass Mercury die Bandmitglieder im Januar 1991 in Montreux versammelt habe, um ihnen die Wahrheit über seinen Gesundheitszustand zu offenbaren. In Clarens bei Montreux besaß Mercury eine Villa am Ufer des Genfersees (Lage). Das Bootshaus ist auf dem Cover des 1995 erschienenen Albums Made in Heaven abgebildet.
Am 23. November 1991 unterrichtete Mercury die Öffentlichkeit in einer schriftlichen Erklärung, dass er an AIDS erkrankt sei. Nachdem er am nächsten Morgen in ein Koma gefallen war, starb er am Abend in seinem Haus im Londoner Stadtteil Kensington im Alter von 45 Jahren an den Folgen einer Lungenentzündung. Die Trauerfeier fand am 27. November 1991 im privaten Kreis nach zoroastrischem Ritus gemäß der Religion seiner Familie statt. Mercurys Leichnam wurde im West London Crematorium eingeäschert. Eine geplante Gedenkstätte auf dem Friedhof wurde auf Wunsch seiner Mutter nicht errichtet. Mary Austin nahm nach Mercurys Wunsch seine eingeäscherten Überreste in Besitz und bestattete sie an einem nur ihr bekannten Ort.
Am 25. Februar 2013 berichtete der Daily Mirror von einer kurz zuvor entdeckten Gedenktafel auf dem Friedhof Kensal Green Cemetery mit der Inschrift „In Loving Memory of Farrokh Bulsara 5. Sept. 1946 – 24. Nov. 1991“, gefolgt vom französischen Text „Pour être toujours près de toi avec tout mon amour“ („Um dir immer mit all meiner Liebe nahe zu sein“) und der Initiale „M“. Der Buchstabe gilt als Hinweis auf seine Freundin Mary Austin, der Mercury sein Anwesen in Kensington, sein Vermögen und die Rechte an einigen Liedern hinterließ. Am 6. März 2013 wurde bekannt, dass die Gedenktafel verschwunden ist. Im November 2016 wurde in seinem Heimatort Feltham eine weitere Gedenktafel enthüllt.

## Nachwirken
Bereits am 2. Dezember 1991 wurde Queens Bohemian Rhapsody (als Doppel-A-Seite gemeinsam mit These Are the Days of Our Lives) erneut als Single veröffentlicht. Wie 16 Jahre zuvor war der Song wochenlang an der Spitze der britischen Charts. Den Erlös aus den Single-Verkäufen erhielt eine AIDS-Stiftung. In den USA erschien 1992 mit Acoustic Aid ein Sampler, der zu Gunsten der San Francisco AIDS Foundation entstanden war und Freddie Mercury gewidmet ist.

### Freddie Mercury Tribute Concert (1992)
Am 20. April 1992 fand im Londoner Wembley-Stadion das weltweit direkt im Fernsehen übertragene Freddie Mercury Tribute Concert for AIDS Awareness statt. Die verbliebenen Mitglieder von Queen – Brian May, Roger Taylor und John Deacon – hatten das Konzert zu Ehren Mercurys und mit dem Ziel, das Bewusstsein für AIDS zu verstärken, organisiert. Die Queen-Musiker traten gemeinsam mit einer Vielzahl von Gästen auf, darunter waren unter anderem James Hetfield mit der Band Metallica, Guns n’ Roses, David Bowie, Seal, Tony Iommi, George Michael, Lisa Stansfield, Elton John, Paul Young und Liza Minnelli. Dieses Konzert markierte die Gründung des Mercury Phoenix Trusts, dem die Einnahmen daraus zugutekamen.

### Made in Heaven (1995)

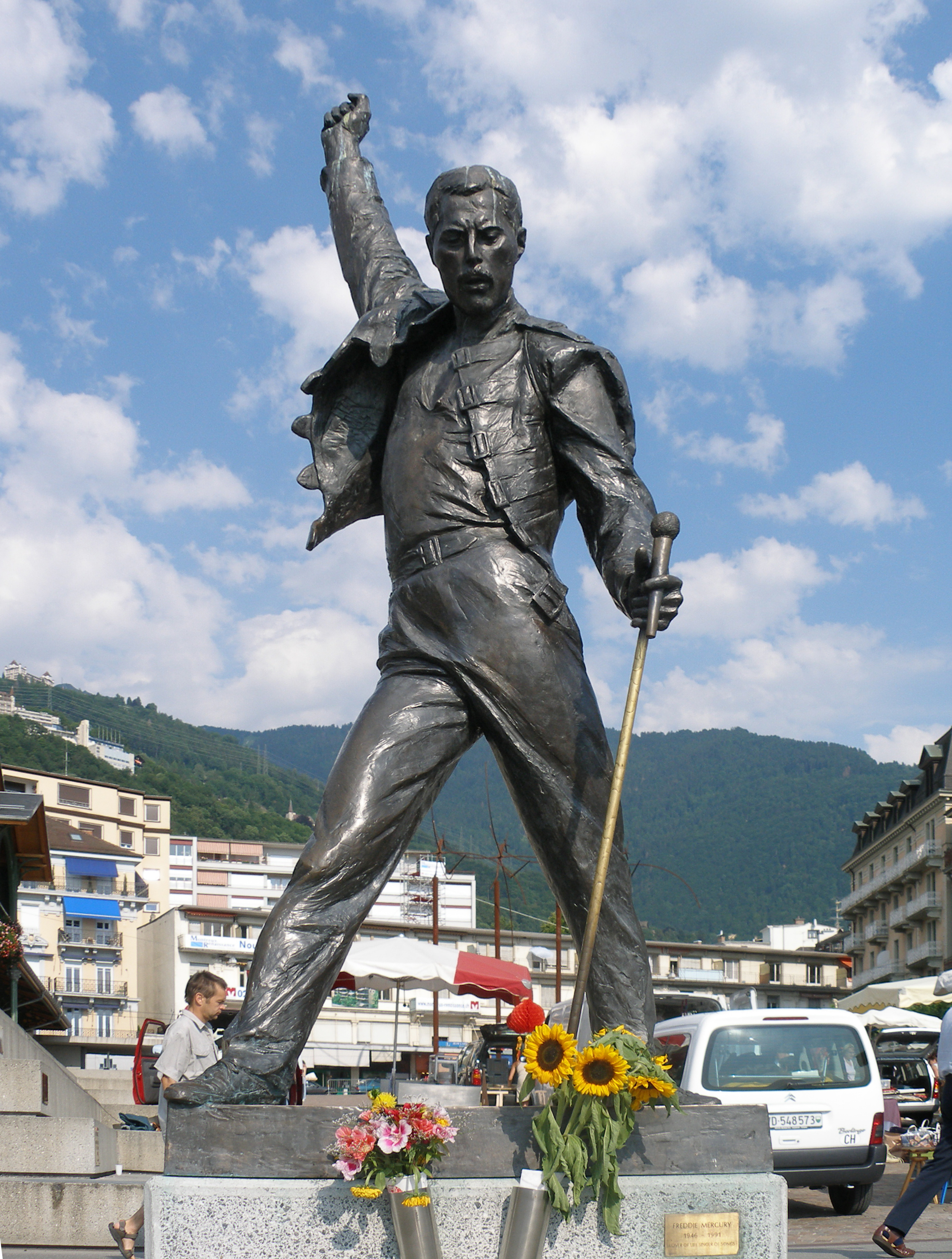
Mercurys Standbild in Montreux. Eine ähnliche Ansicht zeigt das Cover von Made in Heaven. Das eingravierte Epitaph „Freddie Mercury: Lover of Life – Singer of Songs“ verfasste Brian May.

Am 6. November 1995, fast fünf Jahre nach Innuendo, erschien das Queen-Album Made in Heaven mit den letzten Aufnahmen von Freddie Mercury: A Winter’s Tale, You Don’t Fool Me sowie Mother Love, gesungen wenige Monate vor seinem Tod. Die letzte Strophe wurde von Brian May eingesungen. Mercury hatte sich trotz der HIV-Diagnose weiterhin mit aller Kraft der Musik gewidmet. Seine letzten Aufnahmen wurden zum größten Teil in Queens Studio in Montreux am Genfersee gemacht, wo auch das CD-Cover für Made in Heaven entstand – es zeigt Mercurys überlebensgroße Statue, die heute zum Gedenken am Genfersee steht, während der Dämmerung. Da seine Stimme noch immer funktionierte, hatte er gewollt, dass die Bandmitglieder noch so viele Songs wie möglich für ihn schreiben, die dann nach seinem Tod erscheinen sollten.
Erstmals veröffentlicht wurden auch Aufnahmen wie It’s a Beautiful Day und Too Much Love Will Kill You, das in einer von May interpretierten Version bereits beim Freddie Mercury Tribute Concert und auf Mays 1992 veröffentlichtem Soloalbum Back to the Light zu hören gewesen war. Ebenso sind auf diesem Album neu eingespielte Queen-Versionen bereits veröffentlichter Titel enthalten, darunter Made in Heaven und I Was Born to Love You (beide aus Mr. Bad Guy) sowie Heaven for Everyone (von Mercury für das 1988 erschienene Debütalbum von Roger Taylors Solo-Projekt The Cross gesungen).
1997 wurde der von Brian May geschriebene Titel No-One But You (Only the Good Die Young) veröffentlicht. Dieser sollte neben Mercury auch an die verstorbene britische Prinzessin Diana erinnern, die ebenfalls jung starb. Es war der einzige neue Song, den die ursprüngliche Bandbesetzung mit May, Taylor und Deacon nach Mercurys Tod aufnahm.

### Verfilmung der Lebensgeschichte
Ende 2006 bestätigte Brian May, dass die Arbeiten an einem Film rund um die Geschichte der Band begonnen hatten. Er und Roger Taylor leiteten das Projekt. Produziert wurde der Film von Robert De Niros Firma Tribeca Production, die auch beim Musical We Will Rock You involviert ist. Auf seiner Website favorisierte May 2006 noch den Schauspieler Johnny Depp für die Verkörperung von Freddie Mercury. Zwischenzeitlich sollte der englische Komiker und Schauspieler Sacha Baron Cohen Mercury darstellen, doch dieser stieg im Juli 2013 aus dem Projekt aus.
Anfang November 2016 wurde bekannt, dass der Schauspieler Rami Malek, bekannt aus der Fernsehserie Mr. Robot, die Hauptrolle übernimmt. Der Film kam unter dem Titel Bohemian Rhapsody am 31. Oktober 2018 in die deutschen Kinos. 2019 wurde Malek als Bester Hauptdarsteller mit dem Oscar und dem Golden Globe ausgezeichnet.

## Bedeutung für Queen
Freddie Mercury war nicht nur Leadsänger und neben Brian May Hauptkomponist der Band. Er war auch an der Ausgestaltung von Stil und Image der Band wesentlich beteiligt. Dank seiner Bühnenpräsenz gehört Queen zu den erfolgreichsten Livebands aller Zeiten. Insbesondere der Auftritt beim von Bob Geldof initiierten Live-Aid-Konzert zeigte das eindrucksvoll. Mit Queen konnte er große Erfolge feiern. Zu Mercurys bekanntesten Queen-Songs zählen Bohemian Rhapsody, Crazy Little Thing Called Love, Don’t Stop Me Now, We Are the Champions und Somebody to Love.

### Stimme
Mercurys unverwechselbare Stimme war hinsichtlich Volumen und Umfang für einen Rocksänger sehr ungewöhnlich. Obwohl er von Natur aus ein Bariton mit einer mittleren Sprechstimmlage von ungefähr 109 bis 128 Hertz war, konnte er die verschiedenen Register seiner Stimme in vielfältiger Weise abschattieren: Er sang sowohl im Brust- als auch im Falsett-Register, der Grad der glottischen Adduktion wurde abhängig vom ästhetischen Kontext entlang der Dimension „behaucht“/„gepresst“ variiert. Die Stimme hatte ein unregelmäßiges und schnelles Vibrato (ca. 7 Hz) mit relativ weiter Auslenkung (ca. 1,5 Halbtöne). Das stellenweise „raue“ Stimmtimbre ist auf subharmonische Oszillations-Phänomene (Periodenverdopplung) im Kehlkopf zurückzuführen. Mercury war auch in vielen Stilrichtungen zu Hause: Von Music-Hall-Titeln wie Killer Queen oder Bring Back That Leroy Brown über den Rock ’n’ Roll der 50er Jahre (Crazy Little Thing Called Love; Man on the Prowl) und Hard Rock bis zu Disco und Funk der 80er Jahre (Staying Power; Body Language; Another One Bites the Dust).

### Bühnenpersönlichkeit
Mercury faszinierte sein Publikum mit seinen tänzerischen, kraftvollen, auf die Musik abgestimmten und durch die Musik inspirierten Bewegungen. In dieser Hinsicht ging er weiter als die meisten Leadsänger seiner Generation und wirkte ausgesprochen inspirierend auf jüngere Musiker; Elemente der Bühnenshow Mercurys wurden von vielen späteren Sängern adaptiert. Eine besondere Rolle spielte dabei sein Mikrofonständer, von dem die Füße abmontiert worden waren. Dieses Gerät war integraler Bestandteil seiner Bühnenshow und wurde als Tambourstock, Luftgitarre, Balanciergerät und anderes genutzt. Er brauchte für seine Art der Performance eine große Bühne, die sich durch Treppen und Rampen in die dritte Dimension erstreckte. Zu den abmontierten Füßen ist es aber zufällig gekommen: Bei einem frühen Auftritt von Mercury brach ihm der normale Mikrofonständer an der Stelle durch, an der die Höhe verstellbar war. Um die Show nicht abbrechen zu müssen, machte Mercury einfach weiter und stellte dabei fest, auf wie viele unterschiedliche Weisen er dieses „neue“ Mikrofon einsetzen konnte, so dass er es auch weiterhin auf die Art verwendete.
Ein weiteres Beispiel für dieses theatralische Gebaren ist der – eine berühmte Choreografie von James Brown weiterentwickelnde – Auftritt von Mercury mit dem Union Jack: Er stolzierte zum Song We Will Rock You mit der großen Fahne, die er wie einen Mantel umgehängt hatte, eine Zeit lang über die Bühne, wendete sie dann blitzschnell und präsentierte auf der anderen Seite zur Begeisterung des Publikums die jeweilige Landesflagge. Am Ende des Konzerts schritt er zum abschließenden God Save the Queen mit Hermelinmantel und Krone die Bühne ab und zog schließlich die Krone wie einen Hut als Reverenz vor dem Publikum.
Ferner waren Gesangssoli improvisatorischen Charakters oft Teil seiner Performance, wobei sich auch hier Mercurys für einen Rock-Sänger bemerkenswerte stilistische Flexibilität zeigte – in diesen Exkursen griff er auf Elemente des Bebop (Jon Hendricks), des Soul (Donny Hathaway) und der brasilianischen Musik (Hermeto Pascoal) zurück. Aus diesen entwickelten sich seine „Singspiele“ mit dem Publikum, bei denen er Tonfolgen vorsang, die dann nachgesungen wurden. Diese Sequenzen wurden nach jeder Wiederholung immer länger, komplizierter und schneller, bis das Publikum nicht mehr mithalten konnte.

### Kompositionen
Freddie Mercury schrieb folgende Queen-Stücke:
- 1973: Queen: Great King Rat; My Fairy King; Liar; Jesus; Seven Seas of Rhye; der ursprünglich für das Album vorgesehene Titel Mad the Swine war letztlich nicht berücksichtigt worden (seine offizielle Veröffentlichung erfolgte erst 1991 auf der Maxi-Single Headlong).
- 1974: Queen II: Ogre Battle; The Fairy Feller’s Master-Stroke (inspiriert von einem Gemälde des englischen Malers Richard Dadd); Nevermore; The March of the Black Queen; Funny How Love Is; Seven Seas of Rhye.
- 1974: Sheer Heart Attack: Killer Queen; Flick of the Wrist; Lily of the Valley; In the Lap of the Gods; Bring Back That Leroy Brown; In the Lap of the Gods (Revisited).
- 1975: A Night at the Opera: Death on Two Legs (Dedicated to…); Lazing on a Sunday Afternoon; Seaside Rendezvous; Love of my Life; Bohemian Rhapsody.
- 1976: A Day at the Races: You Take My Breath Away; The Millionaire Waltz; Somebody to Love; Good Old-Fashioned Lover Boy.
- 1977: News of the World: We Are the Champions; Get Down, Make Love; My Melancholy Blues.
- 1978: Jazz: Mustapha; Jealousy; Bicycle Race; Let Me Entertain You; Don’t Stop Me Now.
- 1980: The Game: Play the Game; Crazy Little Thing Called Love; Don’t Try Suicide.
- 1980: Flash Gordon – Original Soundtrack Music: Ming’s Theme (In the Court of Ming the Merciless), The Ring (Hypnotic Seduction of Dale), Football Fight, The Kiss (Aura Resurrects Flash), Vultan’s Theme (Attack of the Hawk Men).
- 1982: Hot Space: Staying Power; Body Language; Life Is Real (Song for Lennon); Cool Cat (Co-Autor John Deacon)
- 1984: The Works: It’s a Hard Life; Man on the Prowl; Keep Passing the Open Windows; Is This the World We Created? (Co-Autor Brian May)
- 1986: A Kind of Magic: Princes of the Universe; bei Pain Is So Close to Pleasure und Friends Will Be Friends war John Deacon Co-Autor
- 1989: The Miracle: The Miracle; My Baby Does Me (Co-Autor John Deacon); u. a.
- 1991: Innuendo: I’m Going Slightly Mad; Don’t Try So Hard; Delilah; u. a.
- 1995: Made in Heaven: Made in Heaven; I Was Born to Love You (die ursprünglichen Versionen dieser beiden Songs sind auf Mercurys 1985 erschienenem Solo-Album Mr. Bad Guy enthalten); A Winter’s Tale; Mother Love (Co-Autor Brian May) (die letzten beiden Stücke waren 1991, also kurz vor Mercurys Tod, entstanden).

Als Komponist zeigt er eine ausgeprägte und für den Stil von Queen ohnehin typische Neigung zum Eklektizismus; er greift auf eine ungewöhnliche Vielzahl von Kompositions- und Arrangement-Techniken der klassischen Musik, des Jazz und verschiedener Stile der populären Musik zurück. Neben den von 1989 bis 1995 bereits angeführten wurden weitere Songs nur unter der Autorenangabe „Queen“ veröffentlicht, siehe dazu Queen – Die Autoren der Queen-Songs.

### Gesang
Freddie Mercury sang auf den Queen-Alben alle seine eigenen Titel und die Songs von Deacon sowie den Großteil der Kompositionen von May und etwa die Hälfte der von Taylor geschriebenen Stücke. Bei Konzerten sang er alle Queen-Titel (mit Ausnahme des Taylor-Songs I’m in Love With My Car).
Bei Live-Auftritten interpretierte er auch häufig Rock-’n’-Roll-Nummern der 50er und 60er Jahre, unter anderem Big Spender (Cy Coleman & Dorothy Fields), Hello Mary Lou (Gene Pitney), (You’re So Square) Baby I Don’t Care (Leiber/Stoller), Tutti Frutti (Little Richard) und Gimme Some Lovin’ (Winwood & Winwood & Davies). Alle diese Songs wurden auf dem Album Live at Wembley ’86 veröffentlicht.
Der Rolling Stone listete Freddie Mercury 2008 auf Rang 18 der 100 größten Sänger aller Zeiten.

## Diskografie
Studioalben

| Jahr | Titel       | Höchstplatzierung, Gesamtwochen, AuszeichnungChartplatzierungen (Jahr, Titel, Platzierungen, Wochen, Auszeichnungen, Anmerkungen) | Höchstplatzierung, Gesamtwochen, AuszeichnungChartplatzierungen (Jahr, Titel, Platzierungen, Wochen, Auszeichnungen, Anmerkungen) | Höchstplatzierung, Gesamtwochen, AuszeichnungChartplatzierungen (Jahr, Titel, Platzierungen, Wochen, Auszeichnungen, Anmerkungen) | Höchstplatzierung, Gesamtwochen, AuszeichnungChartplatzierungen (Jahr, Titel, Platzierungen, Wochen, Auszeichnungen, Anmerkungen) | Höchstplatzierung, Gesamtwochen, AuszeichnungChartplatzierungen (Jahr, Titel, Platzierungen, Wochen, Auszeichnungen, Anmerkungen) | Anmerkungen                                                   |
| Jahr | Titel       | DE | AT | CH | UK | US | Anmerkungen                                                   |
| ---- | ----------- | --- | --- | --- | --- | --- | ------------------------------------------------------------- |
| 1985 | Mr. Bad Guy | DE11 (21 Wo.)DE | AT23 (4 Wo.)AT | CH14 (6 Wo.)CH | UK6 Gold · (24 Wo.)UK | US159 (6 Wo.)US | Erstveröffentlichung: 29. April 1985                          |
| 1988 | Barcelona   | DE41 (20 Wo.)DE | AT24 (7 Wo.)AT | CH18 (8 Wo.)CH | UK15 Silber · (8 Wo.)UK | — | Erstveröffentlichung: 10. Oktober 1988 mit Montserrat Caballé |

Bei Mercurys Soloprojekt mit Montserrat Caballé Barcelona schrieb er alle Titel zusammen mit Mike Moran. Die Texte von The Fallen Priest und The Golden Boy stammen von Tim Rice, der Text von Ensueño von Montserrat Caballé. In How Can I Go On spielte John Deacon Bass.
Im November 1992 erschien postum The Freddie Mercury Album. Es enthält größtenteils Remixe von Titeln aus seinem Soloalbum Mr. Bad Guy und den beiden von Mercury gesungenen Titeln aus dem Musical Time (Time und In My Defence) sowie einige Album- oder Singleversionen anderer Soloprojekte.

## Weitere Projekte

### Beiträge zu Filmen
Gemäß der Internet Movie Database verwendeten bisher 367 Film- und TV-Produktionen (Stand 2017) Stücke von Mercury als Filmmusik (→ Weblinks), beispielsweise waren dies:
- 1980: Filmmusik zu Flash Gordon.
- 1984: Mercury sang für den Soundtrack der Bearbeitung des Fritz-Lang-Films Metropolis von Giorgio Moroder Love Kills, das er zusammen mit Moroder geschrieben hatte. Im Gegenzug konnte Queen Filmausschnitte aus Metropolis im Video zu Radio Ga Ga verwenden. Der Titel wurde am 5. September als Single veröffentlicht.
- 1984: Am 5. Oktober lief in den USA der Kinofilm Teachers von Arthur Hiller und Aaron Russo mit Nick Nolte in der Hauptrolle an. Künstler wie ZZ Top, Ian Hunter, Bob Seger und Joe Cocker trugen zum Soundtrack bei. Von Mercury stammte Fooling Around, das 1985 auf seinem Solo-Album Mr. Bad Guy erschien.
- 1986: Mercury schrieb und sang zusammen mit Jo Dare das Duett Hold On für den Schimanski-Film Zabou. Das Lied war während einer Szene nur leise im Hintergrund zu hören.
- 1986: Der von Mercury geschriebene Song Princes of the Universe ist eines der Hauptthemen des Films Highlander, der im März des Jahres 1986 in die Kinos kam. Mit sechs Songs des Albums A Kind of Magic hat Queen einen Großteil des Soundtracks gestellt.

### Musical
Für den Soundtrack des Musicals Time von Dave Clark nahm Mercury die beiden Titel Time (geschrieben von Dave Clark und John Christie; als Single im Mai 1986 veröffentlicht) und In My Defence (von Dave Clark, David Soames und Jeff Daniels) auf. Die Premiere des Musicals fand am 9. April 1986 im Dominion Theatre in Londons West End statt. Die Hauptrollen spielten Laurence Olivier und Cliff Richard, dem im Laufe der Spielzeit David Cassidy nachfolgte. Zwei Jahre nach der Premiere nahm Mercury als Gastsänger an einer Benefiz-Aufführung des Musicals teil.

### Weitere Aufnahmen
Freddie Mercury war als Sänger, Klavierspieler oder Produzent bei einigen Projekten anderer Musiker beteiligt:
- 1975: Klavier und Backing Vocals in Man from Manhattan von Eddie Howell (Single Man from Manhattan; Wiederveröffentlichung 1995); Brian May spielte Gitarre und sang ebenfalls Backing Vocals.
- 1978: Zusammen mit Roy Thomas Baker produzierte Mercury das Album This One’s On Me von Peter Straker. Er sang auch Backing Vocals.
- 1983: Im Haus von Michael Jackson wurden von Jackson und Mercury Songs aufgenommen, von denen Ende 2014 auf dem Album Forever das Lied There Must Be More to Life Than This veröffentlicht wurde. Die verbliebenen Queen-Mitglieder May und Taylor haben die Freigabe erteilt und sollten den Liedern den letzten Feinschliff verpassen. Wie viel Material bei den Studio-Sessions vor über 30 Jahren tatsächlich zusammenkam, ist nicht bekannt.[42]
- 1984: Auf Roger Taylors Solo-Album Strange Frontier ist Mercurys Stimme im Song Killing Time kurz zu hören.
- 1986: Zu Billy Squiers Album Enough Is Enough steuerte Mercury als Co-Autor und Co-Produzent den Song Lady With a Tenor Sax bei. In Love Is the Hero singt er auf dem Album die Backing-Vocals, in der Single-Version auch das Intro.
- 1988: Für das Album Shove It von Roger Taylors Band The Cross steuerte Mercury den Leadgesang für den Titel Heaven for Everyone bei (auf der Single-Version nur Backing-Vocals). Erst nach seinem Tod sollte sich seine tatsächliche Mitwirkung an dem Lied herausstellen; der Titel wurde postum von Queen mit Mercurys Stimme neu produziert und 1995 auf Made in Heaven veröffentlicht.

Zu sonstigen Aufnahmen, bei denen auch andere Queen-Mitglieder beteiligt waren, siehe Queen (Band)/Diskografie#Videoalben.

### Video-Dokumentation
- 2000: The Untold Story: Doku von Rudi Dolezal und Hannes Rossacher, den Produzenten zahlreicher Queen-Musikvideos. Gespielte Nacherzählungen darüber, wie er aufwuchs und zur Schule in Indien ging. Erinnerungen, erzählt von seiner Mutter Jer Bulsara, seiner Schwester Kashmira Cooke, Queen-Bandmitgliedern und Freunden. Musik und Videomitschnitte, Konzertproben und vieles mehr. Die Doku-DVD hat eine Spielzeit von 111 Minuten. Im Fernsehen wird sie in einer gekürzten Fassung von 59 Minuten gesendet.[43] Sie befindet sich unter anderem auf dem Boxset FREDDIE MERCURY „The Solo Collection“, auf Disc 12.
- 2006: Freddie Mercury: Himself: TV-Doku von Rudi Dolezal.[44]
- 2012: Freddie Mercury: The Great Pretender,[45] eine umfassende US-Dokumentation der BBC,[46] mit bis dahin unveröffentlichten Archivaufnahmen, darunter Konzertmitschnitte, privates Material, Erinnerungen und Anekdoten vieler bekannter Persönlichkeiten über Mercury als Musiker, Freund und Hauskatzenbesitzer. Arbeiten an einer Plattenproduktion mit Michael Jackson.[47] Interviews mit Montserrat Caballé und den Queen-Mitgliedern. Unter der Regie von Rhys Thomas ist so eine 107 Minuten lange DVD entstanden, die im deutschen Fernsehen, auf 84 Minuten gekürzt, erstmals am 4. Mai 2013 von Arte gesendet wurde.[48]; Auf arte.tv bis 21. Mai 2024 verfügbar
- 2016: The Freddie Mercury Story: Who Wants to Live Forever: TV-Dokumentation aus Spielszenen, Archivaufnahmen, Konzertmitschnitten und Interviews mit Freunden des Sängers über seine letzten Jahre. Mercury wird von Schauspieler John Blunt dargestellt. Der Film wurde erstmals im November 2016 in Großbritannien von Channel 5 ausgestrahlt.
- 2018: Bohemian Rhapsody Filmbiografie über Freddie Mercury sowie die Entstehung der Band Queen
- 2021: Freddie Mercury: The Final Act (deutscher Titel: Freddie Mercury: Der letzte Akt) TV-Dokumentation über die Entstehung des Freddie Mercury Tribute Concert for AIDS Awareness. Es kommen Verwandte, verbliebene Bandmitglieder, Weggefährten und Musiker zu Wort, die bei diesem Konzert aufgetreten sind, unter anderem Lisa Stansfield, Roger Daltrey (The Who) und Joe Elliott (Def Leppard). Die deutsche TV-Premiere der Dokumentation fand am 29. Juli 2022 auf Arte statt.[49]

## Rezeption
Die Schriftstellerin Simone Borowiak verfasste 1992 im Satiremagazin Titanic einen satirischen Nachruf auf Mercury im Stil einer Büttenrede mit dem Titel Hessen nimmt Abschied von Freddie Mercury.

### Denkmäler
Seit 1996 befindet sich die 3 m hohe Freddie-Mercury-Statue am Ufer des Genfersees in Montreux, geschaffen von der tschechischstämmigen Bildhauerin Irena Sedlecká (1928–2020). Eine ähnliche Statue wurde während der Spielzeit des Musicals We Will Rock You vor dem Dominion Theatre in London aufgestellt. Seit dem Aufführungsende befindet sich diese in Roger Taylors Garten.
Der Künstler Tom Fecht gestaltete 2006 für das AIDS-Gedenkprojekt Namen und Steine im Eingangsbereich der Bundeskunsthalle in Bonn sowie für das gleichnamige Projekt im Dortmunder Stadtgarten einen Gedenkstein für Mercury. Auch in Hamburg an der Dreieinigkeitskirche in St. Georg wurde ein solcher Stein verlegt.

In München erinnert seit Februar 2020 die Außenbemalung eines ehemaligen Klohäuschens am Holzplatz an Freddie Mercury sowie Rainer Werner Fassbinder und Albert Einstein, die alle drei für mehrere Jahre in der Stadt lebten. Dies geschah im Rahmen des Kunstprojekts The Pissoir von Martin Arz und Thomas Zufall sowie der Streetart-Gruppe Graphism. Außerdem wurde im September 2024 am Hotel Deutsche Eiche, in dem Mercury öfter zu Gast war, ein Mosaik mit seinem Konterfei enthüllt.

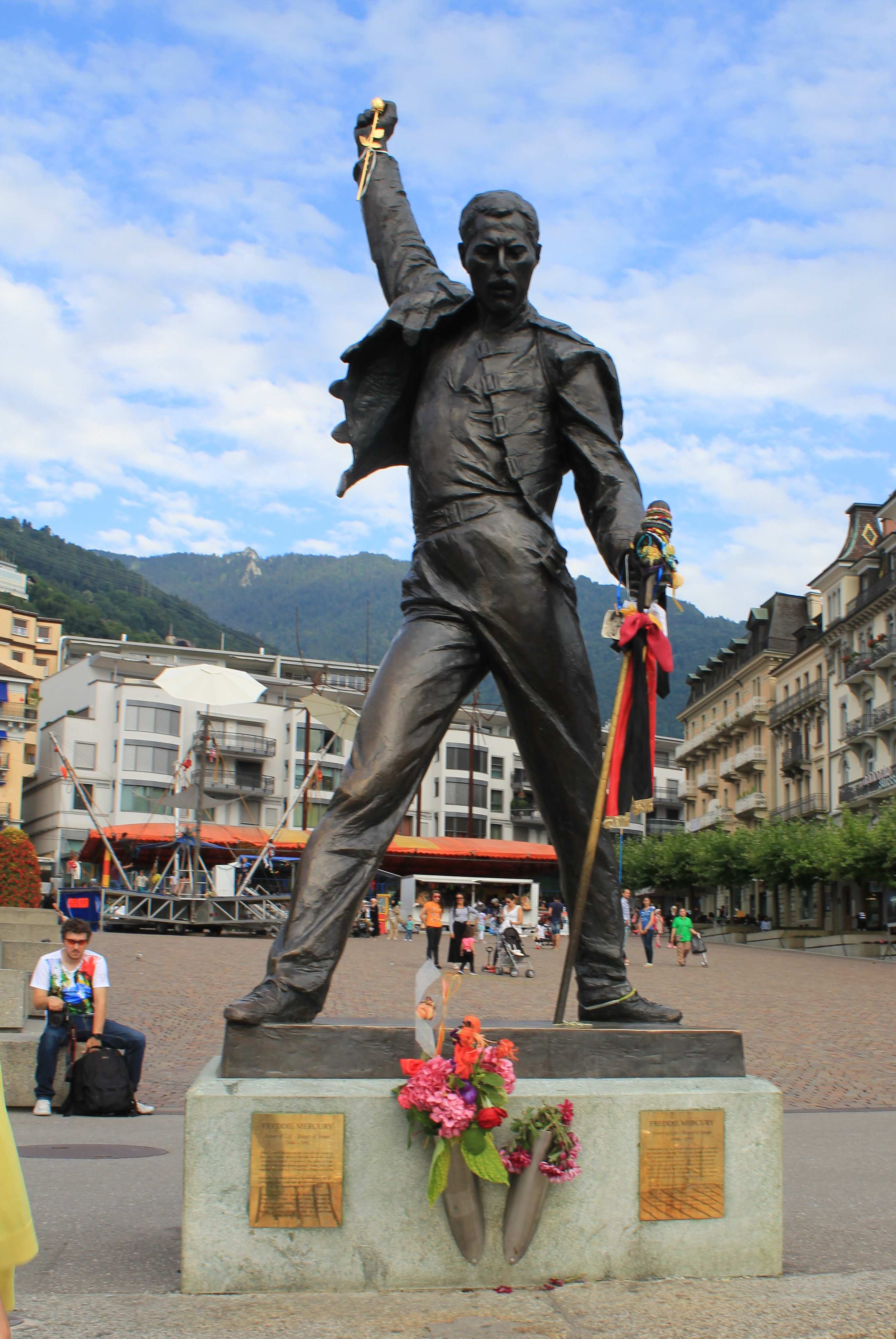
Statue in Montreux (2014)
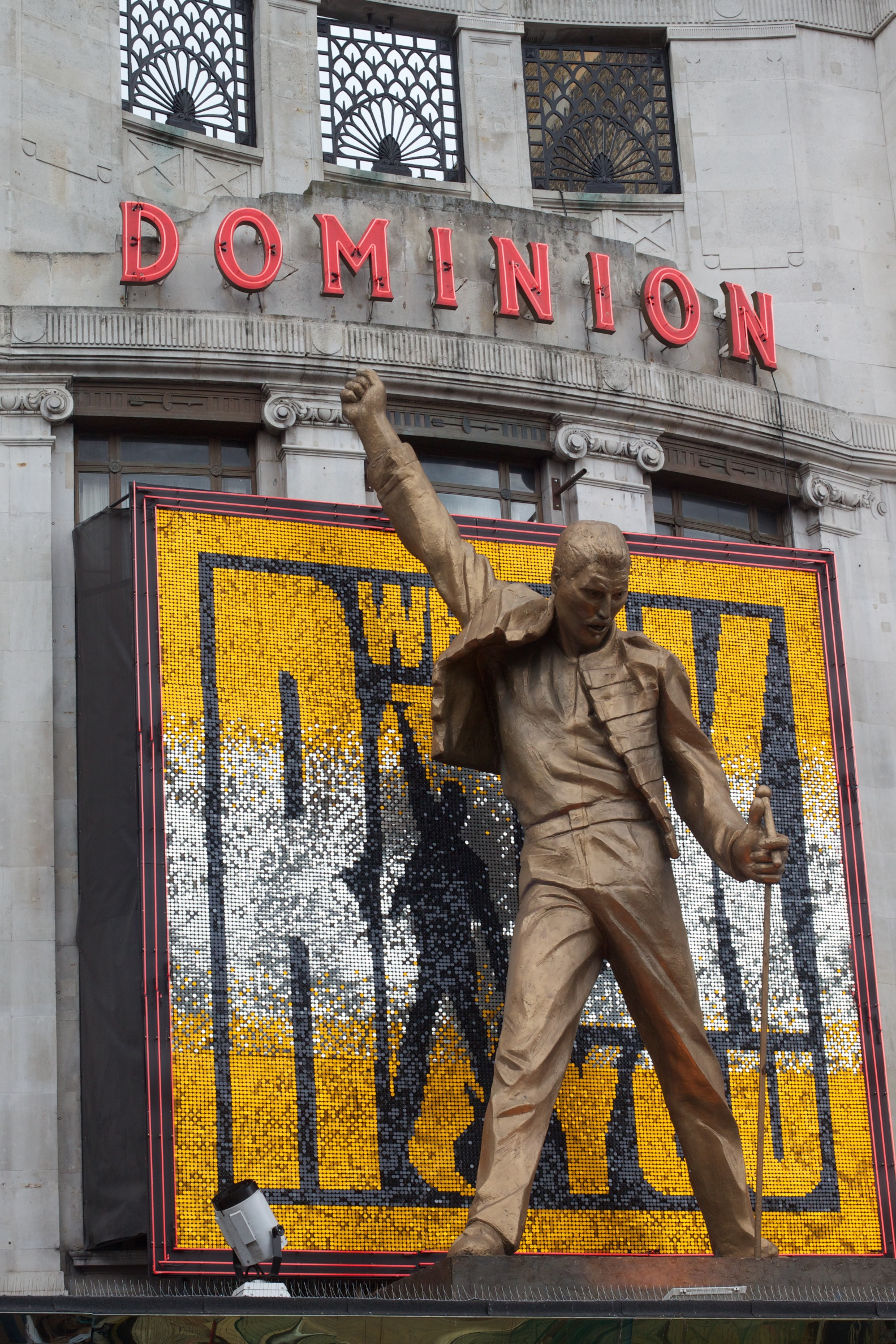
Statue in London (2010)
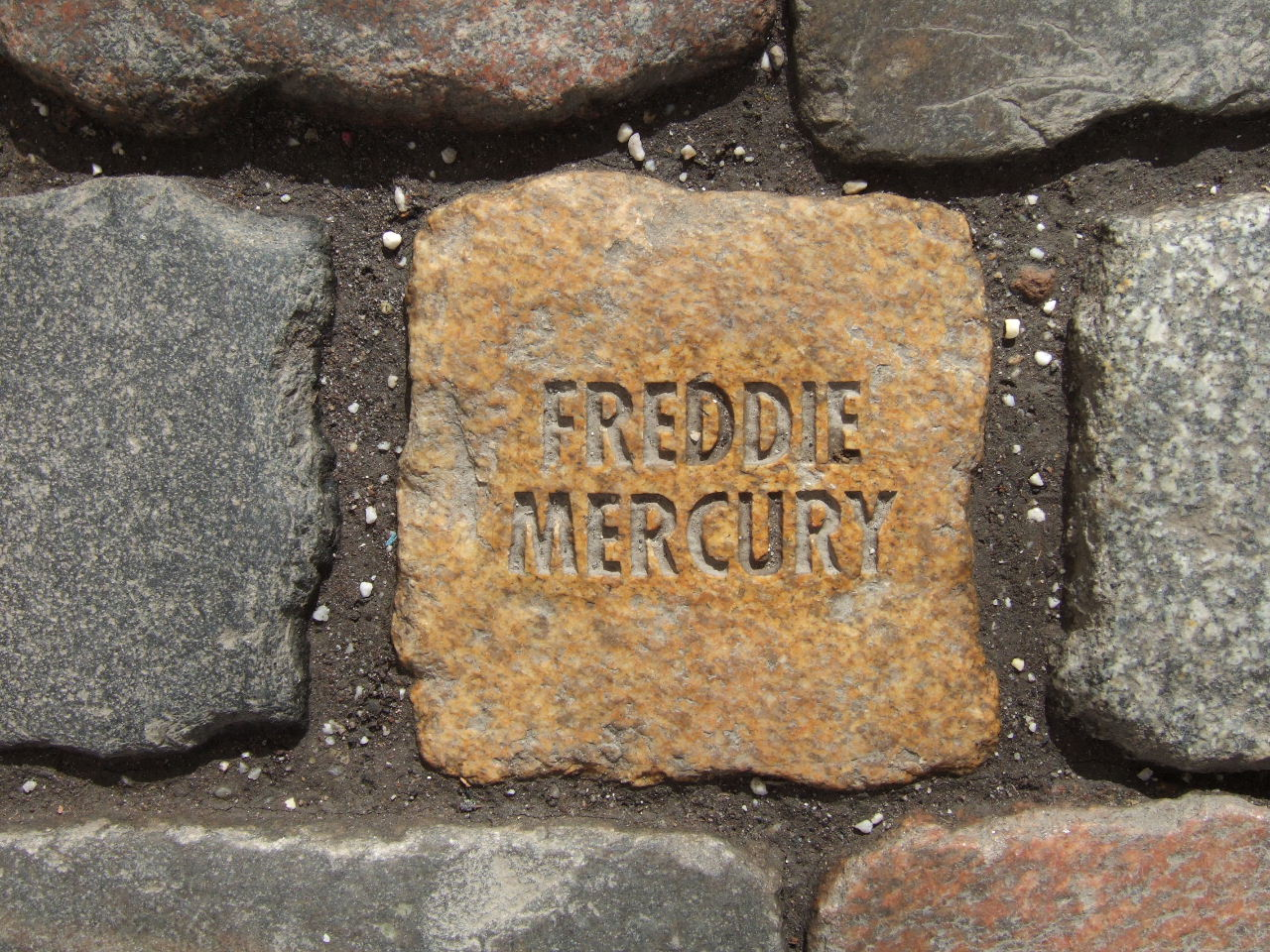
Gedenkstein in der Bundeskunsthalle, Bonn (2006)
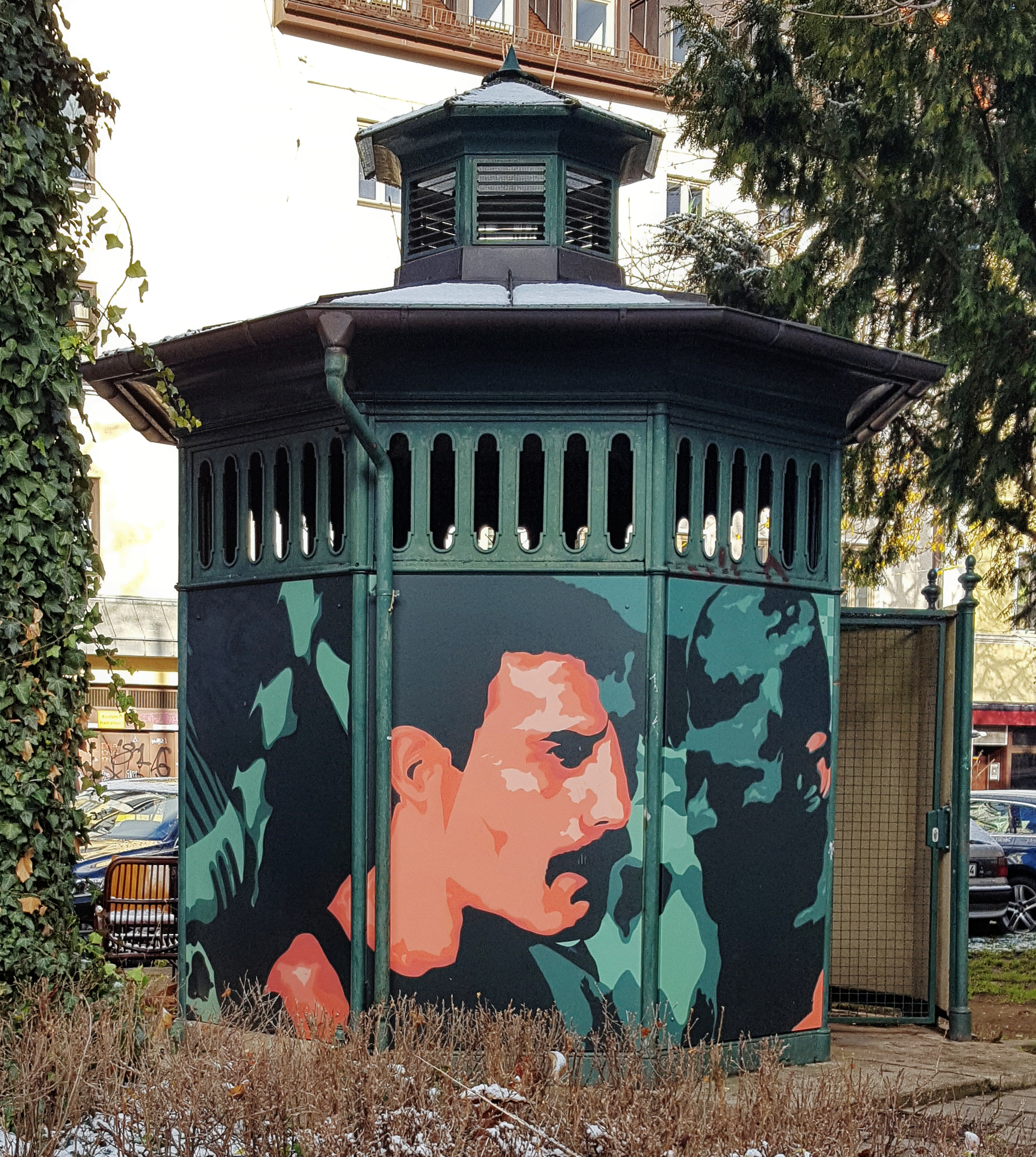
Ehemaliges Klohäuschen am Holzplatz, München (2021)
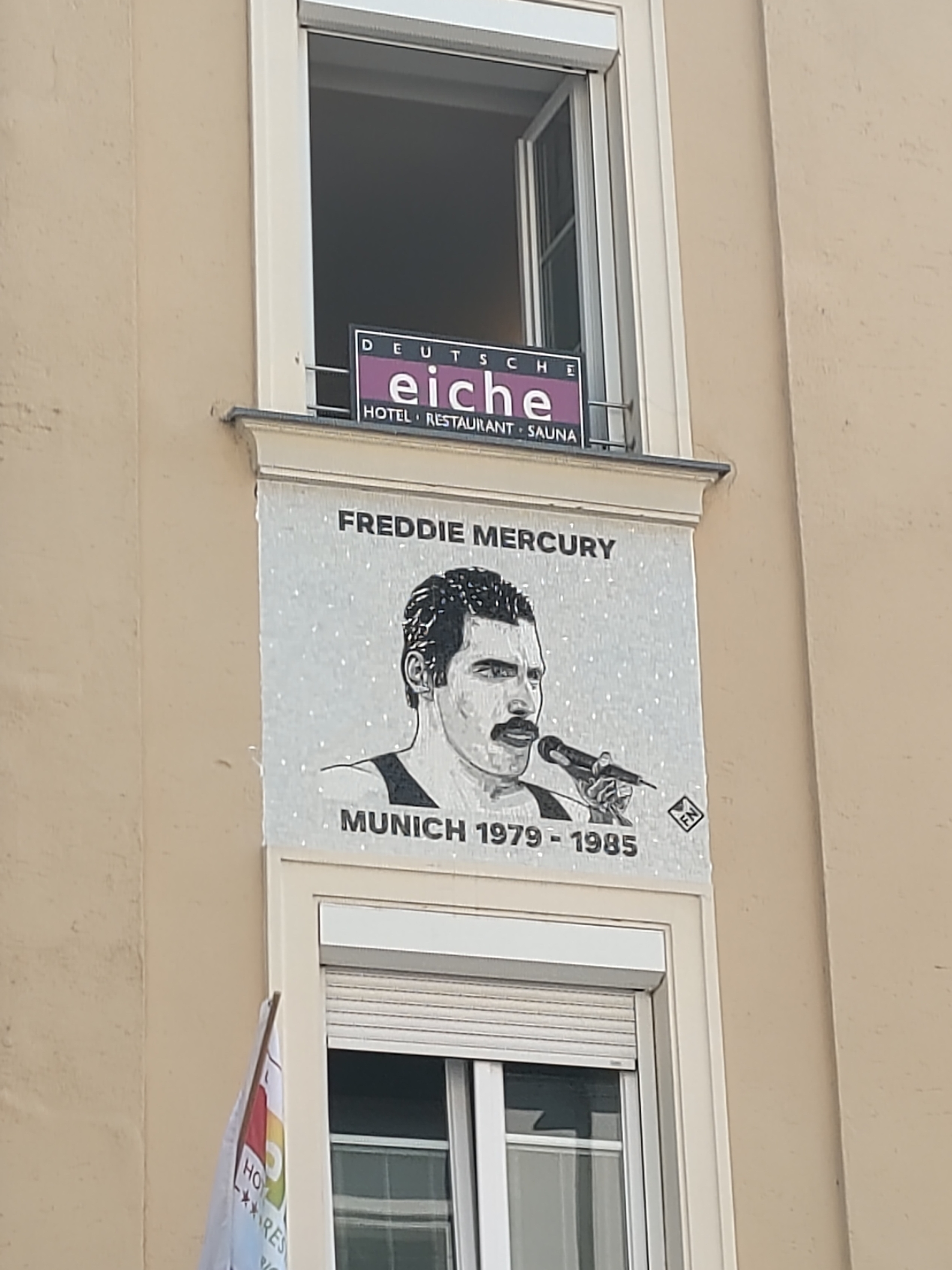
Hotel Deutsche Eiche, München (2024)

### Benennungen
Am 4. September 2016 wurde ein Asteroid nach Mercury benannt: (17473) Freddiemercury, am 9. Mai 2024 ein Einschlagkrater auf der südlichen Hemisphäre des Planeten Merkur: Merkurkrater Bulsara.
Eine Boeing 737-800 der Lauda Air wurde bei Indienststellung 1999 auf den Namen „Freddie Mercury“ benannt.
Eine Boeing 787-9 und eine Boeing 737-800 der Norwegian Air Shuttle wurden nach Mercury benannt. Zusätzlich wurden zwei Bilder, die Mercury zeigen, auf die Heckflosse lackiert.
Im September 2020 beschloss der Münchner Stadtrat zu Ehren des zeitweisen Wahlmünchners die Benennung der Freddie-Mercury-Straße im Kreativquartier an der Dachauer Straße nahe der Lothstraße.